# Стеценко, Юрий Николаевич
Юрий Николаевич Стеценко (11 апреля 1945, Киев, Украинская ССР, СССР) — советский украинский спортсмен (гребля на байдарках), олимпийский чемпион (1972), трёхкратный чемпион мира, заслуженный мастер спорта СССР (1970). 

## Спортивная карьера
- Олимпийский чемпион 1972 на байдарке-четвёрке (с Ю. Филатовым, В. Морозовым и В. Диденко) на дистанции 1000 м
- 3-кратный чемпион мира: 1966 (байдарка-двойка; 1000 м), 1970 (байдарка-четверка; 1000 м), 1971 (байдарка-четверка; 1000 м)
- Бронзовый призёр чемпионата мира 1966 (байдарка-четверка; 1000 м)
- чемпион Европы 1971 (байдарка-четверка 1000м)
- 2-кратный призер Европы: 1967 (байдарка-четверка; 1000 м), 1969 (байдарка-двойка; 1000 м)
- 21-кратный  чемпион всесоюзного первенства 1964—1972 годов на различных дистанциях в составе разных экипажей.